# Quantification du flux
Pour les articles homonymes, voir quantification.

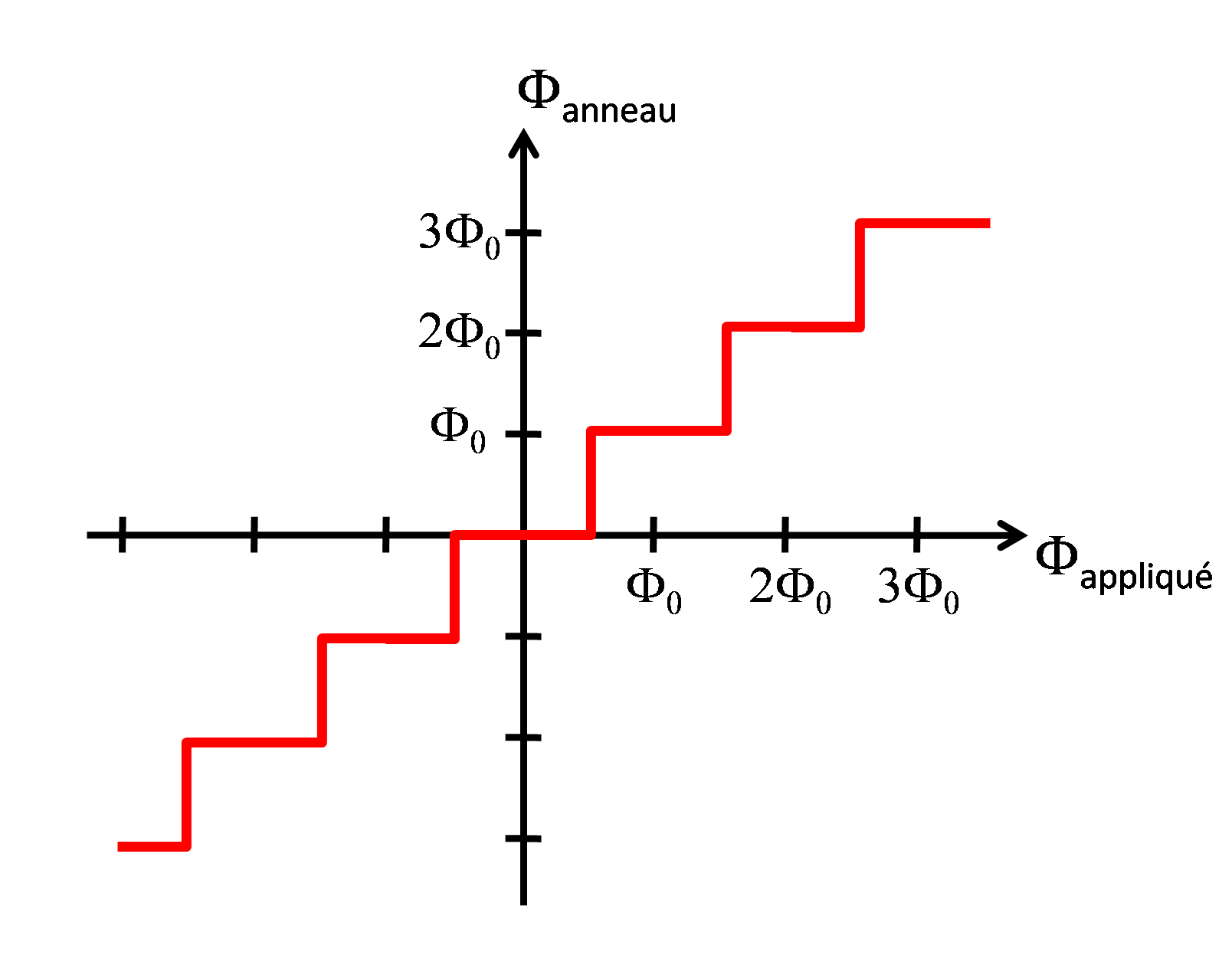
Quantification du flux dans un anneau supraconducteur en fonction du flux appliqué.

La quantification du flux est une manifestation du caractère quantique de la supraconductivité. Le flux d'un champ magnétique dans un anneau supraconducteur est un multiple entier d'une quantifié appelée quantum de flux magnétique {\displaystyle \Phi _{0}}.

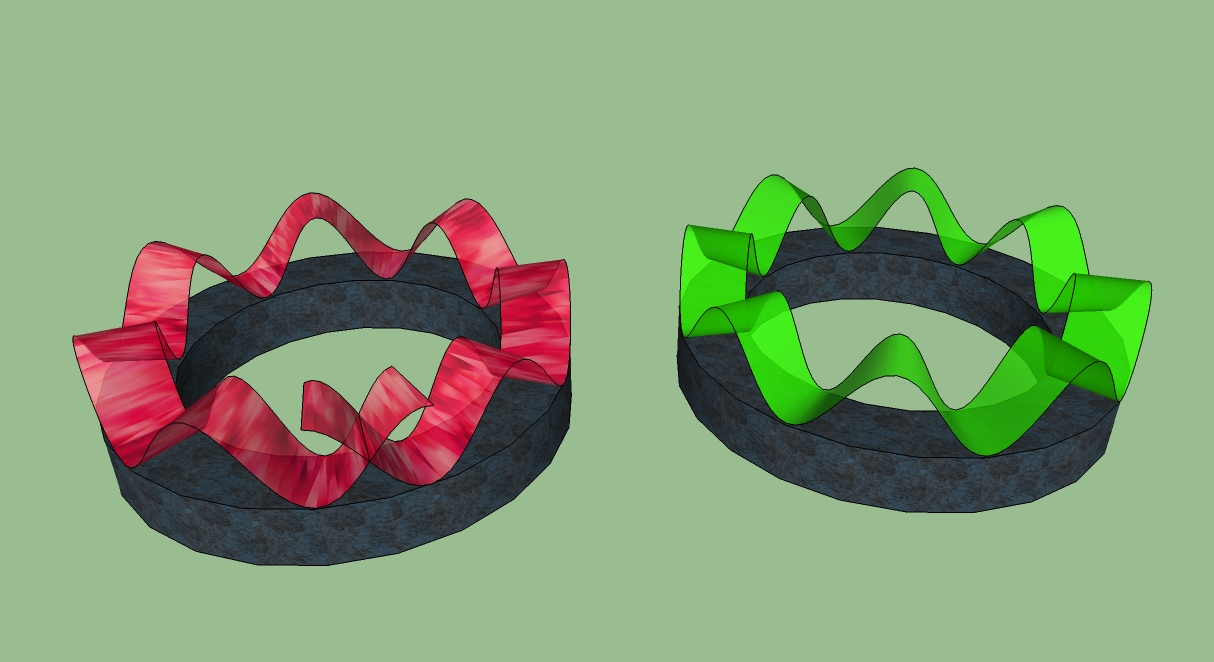
Représentation schématique d’un anneau supraconducteur. La variation de la phase du condensat le long de l’anneau est représentée par une oscillation de couleur. L’image de gauche est interdite, car la phase n’est pas continue (problème de raccord après un tour d’anneau). L’image de droite correspond à une situation qui est autorisée.

Il est la manifestation d'une part du caractère macroscopique de la fonction d'onde qui caractérise l'état collectif des électrons dans un supraconducteur, d'autre part de l'effet Meissner.

## Observations expérimentales
La quantification du flux du champ magnétique dans un supraconducteur a d'abord été prédite théoriquement par Fritz London en 1948 sur la base d'un modèle phénoménologique, puis observée expérimentalement en 1961 par B. S. Deaver et W. M. Fairbank, et indépendamment par R. Doll et M. Nabauer. Ces mesures montrent que le quantum de flux correspond à une charge {\displaystyle q=2e}, soit deux fois la charge électrique d'un électron. Ce résultat est une confirmation expérimentale que les électrons dans un supraconducteur forment des Paires de Cooper.
Des mesures similaires ont été menées dans les cuprates supraconducteurs à haute température critique et montrent là aussi une quantification du flux avec {\displaystyle q=2e},.
L'existence de vortex dans l'état mixte des supraconducteurs de type II est une autre manifestation expérimentale de la quantification du flux.

## Démonstration[5]
On décrit l'état collectif des électrons au sein d'un supraconducteur à l'aide d'une fonction d'onde unique macroscopique complexe :
{\displaystyle \psi (\mathbf {r} )=\phi (\mathbf {r} )\exp[i\theta (\mathbf {r} )]}
Cette fonction permettant l'accès à la densité de probabilité de présence spatiale des électrons dans le matériau donnée par {\displaystyle |\psi (\mathbf {r} )|^{2}}.
Une particule de masse {\displaystyle m}, de charge {\displaystyle q} et de vitesse {\displaystyle \mathbf {v} } en {\displaystyle \mathbf {r} } soumis à un champ magnétique de potentiel vecteur {\displaystyle \mathbf {A} } a pour opérateur impulsion :
{\displaystyle \mathbf {p} =-i\hbar \nabla =m\mathbf {v} +q\mathbf {A} }
Au sein d'un supraconducteur le champ magnétique est nul par effet Meissner :
{\displaystyle \mathbf {B} =\mathbf {0} .}
La densité de courant électrique est donnée par le produit de la charge par le courant de probabilité :
{\displaystyle \mathbf {j} (\mathbf {r} )=q\mathrm {Re} [\psi ^{*}\mathbf {v} \psi ]={\frac {q}{m}}Re[\psi ^{*}(-i\hbar \mathbf {\nabla } -q\mathbf {A(r)} )\psi ]=-i{\frac {q\hbar }{2m}}(\psi ^{*}\mathbf {\nabla } \psi -\psi \mathbf {\nabla } \psi ^{*})-{\frac {q^{2}\mathbf {A} }{m}}|\psi |^{2}}
où {\displaystyle q} est la charge portée par une paire de Cooper dans un supraconducteur, soit {\displaystyle q=2e}. Cette expression du courant peut se retrouver par la Théorie de Ginzburg-Landau ou par la théorie BCS de la supraconductivité.
En reprenant l'expression de la fonction d'onde macroscopique donnée ci-dessus on obtient finalement :
{\displaystyle \mathbf {j} (\mathbf {r} )={\frac {q\phi ^{2}}{m}}(\hbar \mathbf {\nabla } \theta -q\mathbf {A} )}
Le caractère macroscopique de la fonction d'onde implique l'unicité de sa phase. En conséquence, la circulation du gradient de la phase sur un contour fermé {\displaystyle (C)} quelconque doit être un multiple de {\displaystyle 2\pi } :
{\displaystyle \oint _{C}\mathrm {d} \theta =\oint _{C}\mathbf {\nabla } \theta (\mathbf {r} )\,\mathrm {d} \mathbf {l} =2\pi n}

contour utilisé dans la démonstration de la quantification du flux dans un supraconducteur.

Si l'anneau est suffisamment épais par rapport à la longueur de pénétration {\displaystyle \lambda }, les supercourants n'apparaissent qu'en surface et le champ magnétique {\displaystyle B} est nul par effet Meissner dans le cœur de l'anneau. Si le contour est choisi au cœur l'anneau comme sur la figure ci-contre, la densité de courant électrique {\displaystyle \mathbf {j} (\mathbf {r} )} est nulle d'où :
{\displaystyle \hbar \mathbf {\nabla } \theta =q\mathbf {A} }
On obtient alors :
{\displaystyle \oint _{C}q\mathbf {A} \,\mathrm {d} \mathbf {l} =nh}
D'après le Théorème de Stokes, le flux {\displaystyle \Phi } du champ magnétique à travers la surface {\displaystyle (S)} s'appuyant sur {\displaystyle (C)} est donné par :
{\displaystyle \Phi =\iint _{S}\ \mathbf {B} \cdot \mathrm {d} \mathbf {S} =\oint _{C}\mathbf {A} \,\mathrm {d} \mathbf {l} }
On obtient finalement :
{\displaystyle \Phi ={\frac {nh}{q}}={\frac {nh}{2e}}}
Le flux magnétique dans l'anneau supraconducteur est donc un multiple entier d'une quantité appelée quantum de flux magnétique donnée par :
Φ0 = h/(2e) = 2,067 833 831 × 10−15 Wb.